# Всеевропейская экологическая сеть
Идея Европейской экосети, или «EECONET» (European Ecological Network — Европейская экологическая сеть) - впервые была предложена коллективом голландских исследователей в 1993 году на конференции в Маастрихте. Она органически вошла во Всеевропейскую стратегию сохранения биологического и ландшафтного разнообразия, одобренную конференцией министров охраны окружающей среды 55 европейских стран в Софии, проходившей в октябре 1995 года.
Всеевропейской стратегией сохранения биоразнообразия (1996—1999 г.) было предусмотрено разработать программу создания Всеевропейской экологической сети, которая будет включать разработку физической сети природных ядер (core areas), экологических коридоров и буферных зон.
В процессе создания Всеевропейской экологической сети будут решаться следующие задачи:
- сохранение всего комплекса экосистем, сред существования, видов и их генетического разнообразия, а также ландшафтов европейского значения;
- обеспечение достаточной «пространственности» природных сред для сохранения видов;
- обеспечение условий для расселения и миграции видов;
- обеспечение возобновления компонентов ключевых экосистем, которые подверглись разрушению;
- защита систем от потенциальных негативных факторов.

Правовыми принципами для определения природных ядер европейского значения являются: программа «НАТУРА-2000», в рамках директив Европейского союза по охране птиц и сохранению ареалов; Бернская, Боннская и Рамсарская конвенции; биогенетические резерваты и некоторые природоохранные территории, которые удостоены европейского диплома. Обе группы категорий определяются согласно с установленными критериями в соответствующих резолюциях Совета Европы (готовятся соответствующие заявки, которые рассматриваются и по ним принимается специальное решение в Совете Европы).